# Си-Ябгу-каган
Си-Ябгу-каган (д/н—633) — 7-й володар Західнотюркського каганату в 631—633 роках. Повне ім'я Ірбіс Ишбара Се-Ябгу-каган. Відомий також як Ірбіс Болун Чабгу.

## Життєпис
Походив з династії Ашина. Син Тун-Ябгу-кагана. При народженні отримав ім'я Сілі. Про молоді роки обмаль відомостей. Можливо обіймав посаду ябгу (молодшого хана) в якійсь області. 630 року приєднався до повстання племінного союзу нушібі проти Багатур-кагана, якого було подолано 631 року.
Новий каган почав панування з походу проти Сеяньтоського каганату, що знову став незалежним. Але Си-Ябгу-каган зазнав невдачі, що послабило його авторитет всередині й ззовні країни.
Тому став почувати себе непевно, підозрюючи зраду. Спочатку стратив Ілі-хана разом з родиною. Його родич Нішу Дулу, що мав авторитет серед нушібі, втік 632 року до Карашару. Але ще один родич Мубі Тархан відкрито повстав, раптово атакувавши каганську ставку Суяб. Си-Ябгу-каган втік до племені канглів. Цим розгардіяшем скористався хан Кубрат, що оголосив Велику Булгарію незалежною.
Згідно «Династичної хроніки Тан» помер від смутку. Сюаньцзан повідомив, що каган загинув під стінами Балха, коли збирався пограбувати буддистський монастир. Владу перебрав Дулу-каган.